# سافانا (جورجيا)
سافاناه (بالإنجليزية: Savannah)‏ وهي مدينة أمريكية في ولاية جورجيا وتعتبر أقدم مدينة في ولاية جورجيا ومن أقدم المدن في الولايات المتحدة، وهي تقع في وسط مقاطعة تشاثام، تم بناؤها في سنة 1733 من قبل كولونيل محافظة جورجيا، وكانت هذه المدينة من المدن الثائرة في الحرب الأهلية الأمريكية، واليوم سافاناه تعد من أهم المراكز الصناعية في ولاية جورجيا وميناء مهم لمدينة أطلنطا وتعتبر هذه المدينة الخامس عشر من حيث السكان في ولاية جورجيا ويسكنها حوالي 142 ألف نسمة.

## المناخ
يظهر الجدول التالي التغييرات المناخية على مدار السنة لسافانا:
| البيانات المناخية لـسافانا                         | البيانات المناخية لـسافانا | البيانات المناخية لـسافانا | البيانات المناخية لـسافانا | البيانات المناخية لـسافانا | البيانات المناخية لـسافانا | البيانات المناخية لـسافانا | البيانات المناخية لـسافانا | البيانات المناخية لـسافانا | البيانات المناخية لـسافانا | البيانات المناخية لـسافانا | البيانات المناخية لـسافانا | البيانات المناخية لـسافانا | البيانات المناخية لـسافانا |
| الشهر                                              | يناير                      | فبراير                     | مارس                       | أبريل                      | مايو                       | يونيو                      | يوليو                      | أغسطس                      | سبتمبر                     | أكتوبر                     | نوفمبر                     | ديسمبر                     | المعدل السنوي              |
| -------------------------------------------------- | -------------------------- | -------------------------- | -------------------------- | -------------------------- | -------------------------- | -------------------------- | -------------------------- | -------------------------- | -------------------------- | -------------------------- | -------------------------- | -------------------------- | -------------------------- |
| الدرجة القصوى °ف (°م)                              | 84 (29)                    | 86 (30)                    | 94 (34)                    | 95 (35)                    | 102 (39)                   | 104 (40)                   | 105 (41)                   | 104 (40)                   | 102 (39)                   | 97 (36)                    | 89 (32)                    | 83 (28)                    | 105 (41)                   |
| الحد الأقصى المتوسط °ف (°م)                        | 76.3 (24.6)                | 79.6 (26.4)                | 84.3 (29.1)                | 89.4 (31.9)                | 93.6 (34.2)                | 98.0 (36.7)                | 99.3 (37.4)                | 97.6 (36.4)                | 94.0 (34.4)                | 88.6 (31.4)                | 82.8 (28.2)                | 77.6 (25.3)                | 100.3 (37.9)               |
| متوسط درجة الحرارة الكبرى °ف (°م)                  | 60.4 (15.8)                | 64.3 (17.9)                | 70.9 (21.6)                | 77.6 (25.3)                | 84.6 (29.2)                | 89.9 (32.2)                | 92.4 (33.6)                | 90.6 (32.6)                | 86.0 (30.0)                | 78.4 (25.8)                | 70.6 (21.4)                | 62.5 (16.9)                | 77.4 (25.2)                |
| متوسط درجة الحرارة الصغرى °ف (°م)                  | 38.6 (3.7)                 | 41.7 (5.4)                 | 47.6 (8.7)                 | 53.6 (12.0)                | 62.1 (16.7)                | 69.8 (21.0)                | 72.8 (22.7)                | 72.4 (22.4)                | 67.8 (19.9)                | 57.5 (14.2)                | 47.9 (8.8)                 | 40.8 (4.9)                 | 56.1 (13.4)                |
| الحد الأدنى المتوسط °ف (°م)                        | 21.7 (−5.7)                | 25.9 (−3.4)                | 30.8 (−0.7)                | 38.3 (3.5)                 | 49.3 (9.6)                 | 61.8 (16.6)                | 67.8 (19.9)                | 66.4 (19.1)                | 55.4 (13.0)                | 40.9 (4.9)                 | 32.0 (0.0)                 | 24.5 (−4.2)                | 19.3 (−7.1)                |
| أدنى درجة حرارة °ف (°م)                            | 3 (−16)                    | 8 (−13)                    | 20 (−7)                    | 28 (−2)                    | 39 (4)                     | 49 (9)                     | 61 (16)                    | 57 (14)                    | 43 (6)                     | 28 (−2)                    | 15 (−9)                    | 9 (−13)                    | 3 (−16)                    |
| الهطول إنش (مم)                                    | 3.69 (94)                  | 2.79 (71)                  | 3.73 (95)                  | 3.07 (78)                  | 2.98 (76)                  | 5.95 (151)                 | 5.60 (142)                 | 6.56 (167)                 | 4.58 (116)                 | 3.69 (94)                  | 2.37 (60)                  | 2.95 (75)                  | 47.96 (1٬218)              |
| متوسط أيام هطول الأمطار (≥ 0.01 in)                | 9.0                        | 8.1                        | 7.7                        | 6.8                        | 7.0                        | 11.9                       | 12.3                       | 13.5                       | 9.6                        | 7.1                        | 6.8                        | 8.4                        | 108.2                      |
| متوسط الرطوبة النسبية (%)                          | 69.6                       | 67.0                       | 66.8                       | 65.4                       | 70.1                       | 73.6                       | 76.0                       | 78.6                       | 77.7                       | 72.9                       | 72.3                       | 70.8                       | 71.7                       |
| ساعات سطوع الشمس الشهرية                           | 175.5                      | 181.0                      | 232.0                      | 275.6                      | 288.9                      | 276.0                      | 271.3                      | 245.8                      | 214.3                      | 228.6                      | 193.5                      | 174.2                      | 2٬756٫7                    |
| نسبة وصول أشعة الشمس                               | 55                         | 59                         | 62                         | 71                         | 67                         | 65                         | 62                         | 60                         | 58                         | 65                         | 61                         | 56                         | 62                         |
| المصدر: NOAA (relative humidity and sun 1961–1990) |                            |                            |                            |                            |                            |                            |                            |                            |                            |                            |                            |                            |                            |

## توأمة
لسافانا (جورجيا) اتفاقيات توأمة مع كل من:
- باطوم (1992 - )[9]
- باتراس [10]
- هاله
- كايا (بوركينا فاسو)

## أعلام
- كونراد ايكين
- تشارلز كوبرن
- نثنائيل غرين
- ميريام هوبكنز
- جون فريمونت
- ديانا سكارويد
- كازيمير بولاسكي
- إدوارد بورتر الكسندر
- كلوديوس س. ويلسون
- كينغ أوليفر
- غريغ ألمان